# Heaven's a Lie
"Heaven's a Lie" je prvi singl talijanskog gothic metal-sastava Lacuna Coil s albuma Comalies. 